# Maximiliane Rall
Maximiliane Rall (Rottweil, 1993. november 18. –) német női labdarúgó, a Bayern München játékosa.

## Pályafutása

### Klubcsapatban
Az SV Eutingen és a VfL Sindelfingen korosztályos csapataiban nevelkedett. 2010. augusztus 22-én mutatkozott be a VfL Sindelfingen csapatában a Bundesliga 2-ben az 1. FC Köln ellen. A 2014–15-ös szezont már a TSG 1899 Hoffenheim II csapatában kezdte meg és az Montabaur ellen mutatkozott be. 2015. március 15-én első gólját szerezte meg az SV 67 Weinberg csapata ellen. 2017. szeptember 2-án az első csapatban is bemutatkozott, mégpedig a VfL Wolfsburg ellen 6–0-ra elvesztett élvonalbeli mérkőzésen. Október 15-én első gólját is megszerezte a Köln ellen. 2021 nyarán a Bayern München csapatába szerződött.

### A válogatottban
2018. szeptember 1-jén a kispadon kapott lehetőséget a felnőtt válogatottban Izland ellen. November 10-én mutatkozott be a felnőtt válogatottban Olaszország ellen.

## Sikerei, díjai
- VfL Sindelfingen
  - Bundesliga Süd: 2011–12
- TSG 1899 Hoffenheim II
  - Bundesliga Süd: 2015–16, 2016–17